# FIFA 23
A FIFA 23 egy futballszimulációs videójáték, amelyet az Electronic Arts adott ki. Az EA Sports által fejlesztett FIFA-sorozat 30. része, egyben az utolsó rész a FIFA zászló alatt. 2022. szeptember 30-án jelent meg világszerte PC-re, Nintendo Switch-re, PlayStation 4-re, PlayStation 5-re, Xbox One-ra, Xbox Series X/S-re és Google Stadia-ra.  Az Ultimate Editiont előrendelő játékosok azonban három nap korai hozzáférést kaptak, és szeptember 27-től játszhattak a játékkal.
A játék az utolsó az EA és a FIFA közötti partnerség keretében. Az EA jövőbeni, FIFA név nélküli futballjátékai az EA Sports FC zászlaja alatt fognak futballozni. 

## Tulajdonságok

### Crossplay
A FIFA 23 bizonyos fokú crossplay-el rendelkezik. A crossplay elérhető a FIFA Ultimate Team (FUT) Division Rivals (kivéve a kooperatív játékokat), FUT Champions, FUT Ultimate Online Draft, FUT Online Friendlies (kivéve a kooperatív játékokat), FUT Play a Friend, Online Friendlies, Online Seasons (kivéve a kooperatív szezonokat) és a Virtual Bundesliga játékokban. A crossplay azonban csak az azonos konzolgenerációba tartozó konzolokra korlátozódik. Például a PlayStation 4-en játszók az Xbox One játékosokkal és ellenük is játszhatnak, de a PlayStation 5 vagy az Xbox Series X/S játékosokkal nem, és fordítva. A Pro Clubok nem támogatják a crossplayt.
A FIFA-közösség kritikával illette a Pro Clubs kihagyását a crossplayből.

### HyperMotion2 és Technical Dribbling
A játékban a "HyperMotion2" néven emlegetett, a valós futballmeccsekből gépi tanulással készült meccsrögzítő rendszerrel több mint 6000 játékbeli animációt hozntak létre. A Technical Dribbling az úgynevezett Active Touch rendszert használja, amely javítja a labdarúgó labdához vezető útját, és nagyobb érzékenységgel javítja a játékos fordulását és dribblingjét. Mindkét rendszer kizárólag a jelenlegi generációs verziókban (azaz PS5, Xbox Series X/S, Stadia és PC) érhető el.

### Világbajnokság játékmódok
A FIFA 23 a 2022-es FIFA világbajnokságot és a 2023-as FIFA női világbajnokságot reprodukáló férfi és női világbajnoki játékmódot is tartalmaz.
A 2022 FIFA World Cup játékmód november 9-én jelent meg minden platformra, kivéve a Nintendo Switch Legacy Editiont. A mód a nyolc stadionból csak kettőt tartalmaz: Al Bayt és Lusail Iconic Stadium. A mód tartalmazza továbbá, valamint mind a 32 csapatot, amely kvalifikálta magát a 2022-es tornára, valamint tizenöt másik válogatottat, amelyek nem kvalifikálták magukat: Ausztria, Kína, Csehország, Finnország, Magyarország, Izland, Olaszország, Új-Zéland, Észak-Írország, Norvégia, az Ír Köztársaság, Románia, Skócia, Svédország és Ukrajna.

### Új ikonok és eltávolított ikonok
A FIFA 23 három új ikonnal bővíti az ICON kollekciót: Gerd Müller, Xabi Alonso és Jairzinho. E három új kiegészítéssel a korábban hozzáadott ikonok közül 8 hiányzik az EA Sports által kiadott ikonlistáról. Diego Maradona, Ryan Giggs, Pep Guardiola, Deco, Marc Overmars és Filippo Inzaghi ikonok kerültek ki a FIFA 23 ikonjai közül. Jay-Jay Okocha és Hidetoshi Nakata a FIFA 23 ikonjai közül kerültek ki, de most már hősökként szerepelnek.

### Új hősök
A FIFA 23 a Marvellel kötött exkluzív megállapodás keretében 21 új hőst tartalmaz a FIFA 22 meglévő hősök gyűjteményéhez, a következőkkel kiegészítve: Lúcio, Jean-Pierre Papin, Rudi Völler, Diego Forlán, Rafael Márquez, Javier Mascherano, Ricardo Carvalho, Tomas Brolin, Harry Kewell, Yaya Touré, Claudio Marchisio, Landon Donovan, Joan Capdevila, Sidney Govou, Dirk Kuyt, Park Ji-sung, Włodzimierz Smolarek, Saeed Al-Owairan és Peter Crouch .

### Női labdarúgás
A FIFA videójáték-sorozatnak ez a része az első, amely bemutatja a női klubfutballt. Az angol FA Women's Super League és a francia Division 1 Féminine már a megjelenéskor is szerepel a játékban, a későbbiekben pedig további női labdarúgó bajnokságokat terveznek hozzáadni. Mindezzel párhuzamosan Sam Kerr, aki a Chelsea Women játékosa, az első női focista, aki a játék globális címlapján szerepel. 2022. október 18-án az EA Sports bejelentette, hogy a játékba bekerül az UEFA Női Bajnokok Ligája is, amely már 2023-ban megjelenik.

### Licencek
A FIFA 23 több mint 30 licencelt ligát, több mint 100 licencelt stadiont, több mint 700 klubot és több mint 19 000 játékost tartalmaz. A Roma, az Atalanta, a Lazio és a Napoli nem szerepel a FIFA 23-ban a rivális játékkal, az eFootball-lal kötött exkluzivitási megállapodásuk miatt, ehelyett Roma FC, Bergamo Calcio, Latium és Napoli FC néven szerepelnek. A játék megtartja a játékosok képmását, de a hivatalos jelvényt, a szereléseket és a stadionokat az EA Sports által készített egyedi minták és általános stadionok helyettesítik. A játékban már nem szerepelnek a J1 Liga csapatai, mivel az EA és a J.League hatéves együttműködése véget ért.  A Juventus, amely az elmúlt három játékban hasonlóan hiányzott, és így Piemonte Calcio néven ismert, azonban szerepel a játékban. A játékban a Ted Lasso című Apple TV+ sorozatból ismert AFC Richmond fiktív klubja és stadionja, a Nelson Road szerepel.A Bayern München és a Barcelona szintén szerepel a játékban, licencelt játékosokkal és szerelésekkel, de nem rendelkeznek stadionengedéllyel, így általános stadionokban játszanak.
A játékhoz hozzáadott új stadionok közé tartozik a PSV Eindhoven otthonául szolgáló Philips Stadion, az SC Freiburg otthonául szolgáló Europa-Park Stadion, a Los Angeles FC otthonául szolgáló Banc of California Stadion és a Manchester City Women otthonául szolgáló Academy Stadium. A Juventus Stadion, a Juventus otthona is bekerült, miután az elmúlt néhány játékból licencproblémák miatt hiányzott. A Nottingham Forest hazai pályája, a The City Ground egy frissítéssel kerül majd hozzáadásra az indulás után.

## Fogadtatás
| Összegzőoldal | Értékelés                           |
| ------------- | ----------------------------------- |
| Metacritic    | PC: 77/100 PS5: 76/100 XSXS: 79/100 |

| Szerző         | Értékelés          |
| -------------- | ------------------ |
| Famicú         | 34/40              |
| Game Informer  | 7.25/10            |
| GameSpot       | 7/10               |
| GamesRadar+    | [ 23 ]             |
| Hardcore Gamer | 4/5                |
| IGN            | PS5: 7/10 NS: 2/10 |
| Nintendo Life  | [ 27 ]             |
| PCGamesN       | 7/10               |
| Push Square    | [ 29 ]             |
| The Guardian   | [ 30 ]             |
| VG247          | [ 31 ]             |
| VideoGamer.com | 7/10               |

A FIFA 23 "általánosságban kedvező" értékeléseket kapott a Metacritic kritika magazin szerint.   

## Fordítás
Ez a szócikk részben vagy egészben  a   FIFA 23 című angol Wikipédia-szócikk ezen változatának fordításán alapul.  Az eredeti cikk szerkesztőit annak laptörténete sorolja fel. Ez a jelzés csupán a megfogalmazás eredetét és a szerzői jogokat jelzi, nem szolgál a cikkben szereplő információk forrásmegjelöléseként.